# Insurrezione moro
L'insurrezione moro è stata una rivolta etnica separatista nelle Filippine, iniziata dall'etnia moro nelle province meridionali del paese e durata per mezzo secolo dal 1969 al 2019.

## Storia
Il conflitto iniziò nel 1969, a causa di dissidi tra il governo filippino e gruppi islamici di ribelli di etnia moro. La rivolta fu scaturata da un presunto avvenimento, il massacro di Jabidah, dove sarebbero rimaste uccise una sessantina di persone di etnia moro, le quali si sarebbero dovute infiltrare nella regione di Sabah per via delle reclamazioni filippine sul territorio. Sebbene l'evento non sia mai stato verificato ufficialmente, il rivoluzionario Nur Misuari diede conseguentemente vita al Fronte di Liberazione Nazionale Moro (MNLF) e dichiarò guerra al presidente Ferdinand Marcos, con lo scopo di ottenere l'indipendenza dell'intera regione di Mindanao. Nel corso dei decenni successivi l'MNLF si scisse in alcuni sottogruppi dalle diverse ideologie, tra cui il Fronte di Liberazione Islamico Moro (MILF), un'armata che richiese invece lo stabilimento di uno Stato Islamico nelle Filippine. L'attività dei gruppi separatisti è il proseguimento di una lunga ribellione da parte dell'etnia moro, originatasi nel 1899 per contrastare il dominio statunitense nel territorio filippino. Sin da allora le forze ribelli si sono scontrate con il governo locale, avente base a Manila.
Le cifre esatte delle vittime variano da fonte a fonte. Ciò nonostante, secondo stime dell'Uppsala Conflict Data Program sarebbero state uccise almeno 6 015 persone tra il 1989 e il 2012 a seguito dei conflitti armati tra il governo e le forze dell'Abu Sayyaf (ASG), Combattenti per la Libertà del Bangsamoro Islamico (BIFF), MILF e MNLF.
Le autorità filippine hanno rivelato il coinvolgimento di Abu Sayyaf] nel traffico illegale di sostanze stupefacenti, soprattutto la metanfetamina, per finanziare la sua lotta armata. Le autorità affermano che è molto probabile che Abu Sayyaf usi la metanfetamina per i combattimenti. Inoltre, è stato scoperto il coinvolgimento del cartello di Sinaloa nel traffico di droga insieme alle triadi, è probabile un'alleanza con Abu Sayyaf.